# Grofija Venaissin
Grofija Venaissin (francosko Comtat Venaissin) je nekdanje ime ozemlja okoli mesta Avignon v sedanji francoski regiji Provence-Alpes-Côte d'Azur. V grobem je obsegala območje med rekama Rhône in Durance in goro Mont Ventoux, z majhno eksklavo severneje okoli kraja Valréas. Celotno ozemlje je bilo enklava znotraj Francoskega kraljestva. Mesto Avignon samo je bilo ločena grofija, s svojimi pravicami.
V 13. stoletju je grofija pripadala Poitierskemu grofu Alfonzu Toulouškemu. Z njegovo smrtjo leta 1271 je bila predana Svetemu sedežu in tako postala del ozemlja Papeške države (1274). Ozemlje je bilo poimenovano po prvotnem glavnem mestu Venasqueu, katerega je zamenjal Carpentras leta 1320. 
Prebivalci enklave niso plačevali taks ali bili izpostavljeni vojaški službi, njihov način življenja pa tako bolj privlačen, kot če bi bili pod francosko krono. Tako je grofija postala raj za francoske Jude, ki so imeli boljše pogoje pod vladavino papeštva kot pod ostalo Francijo. Najstarejša sinagoga v Franciji, zgrajena v 14. stoletju, se tako nahaja v Carpentrasu.
Francoski vladarji so poskušali doseči aneksijo grofije, ki je bila v času prepirov med francosko krono in cerkvijo napadena v letih 1663, 1668 in 1768–1774. Prav tako je bila predmet trgovskih in carinskih omejitev za časa kraljevanja Ludvika XIV. in Ludvika XV. 
Nadzor nad grofijo s strani Papeške države je trajal vse do 1791, ko je bil držan neodobren plebiscit, kjer so volivci glasovali za aneksijo k Franciji. Pozneje je bila vključena v departma Vaucluse. Papeštvo ni priznalo aneksije do leta 1814.
Ozemlje je še vedno neuradno poznano kot grofija Venaissin, čeprav to nima več nobenega političnega pomena.